# Desperados: Wanted Dead or Alive
Desperados: Wanted Dead or Alive ist ein Echtzeit-Taktikspiel mit einem Fokus auf Stealth, das von Armin Gesserts Studio Spellbound entwickelt und 2001 über Infogrames / Atari SA veröffentlicht wurde.

## Spielprinzip
Das Spielprinzip orientiert sich stark an dem der Commandos-Serie, handelt jedoch nicht wie diese im Zweiten Weltkrieg, sondern im Wilden Westen. In Desperados steuert der Spieler neben dem Hauptcharakter John Cooper noch fünf weitere Charaktere, die alle besondere Fähigkeiten und Werkzeuge aufweisen. Meist kann der Spieler nur durch Kombination dieser Fähigkeiten einen Level bestehen; schießwütiges Vorgehen bringt den Spieler hingegen selten weiter.
Das Spiel umfasst 25 Level mit ansteigendem Schwierigkeitsgrad, der sich auf die sehr gute KI der Gegner zurückführen lässt.

## Handlung
Die Handlung findet in New Mexico im Jahre 1881 statt. Viele Züge wurden in den letzten Monaten von einem mysteriösen und gewalttätigen Banditenboss namens El Diablo (spanisch für 'der Teufel') ausgeraubt. Die Eisenbahngesellschaft Twinnings & Co bietet ein Kopfgeld in Höhe von 15.000 $ für denjenigen, der El Diablo stoppt. Kopfgeldjäger John Cooper nimmt sich der Aufgabe an – trotz der Einwendungen des schlecht gelaunten und verachteten US Marshals Jackson. Cooper stellt jedoch bald fest, dass die Mission sich als schwieriger herausstellen könnte, als er annahm. Somit plant er, eine Gruppe bestehend aus alten Partnern zu bilden, die ihn bei seiner Mission unterstützen sollen – darunter der Sprengstoffexperte Samuel „Sam“ Williams, der Arzt und Scharfschütze Doc McCoy und die verführerische Spielerin Kate O’Hara.
Auf der Spur von Pablo Sanchez, der mutmaßlich hinter den Raubüberfällen stecken soll, reisen die vier zu Sanchez’ Festung und nehmen ihn in Gewahrsam. Als sie ihn beim Marshal abliefern wollen, geraten sie beinahe in einen Hinterhalt, was Cooper äußerst misstrauisch werden lässt. Als er versucht, vom Co-Direktor der Eisenbahngesellschaft, den er wegen des Kopfgeldes kontaktiert hat und der ein möglicher Komplize von El Diablo sein soll, Informationen zu bekommen, wird dieser hinterrücks ermordet. Cooper steht nun unter Mordverdacht und ist gezwungen zu fliehen, verfolgt von Marshal Jackson und der Kavallerie. Ihm wird klar, dass Sanchez unschuldig ist, und er beschließt, ihn zu befreien. Nachdem das erledigt ist, nimmt die Truppe – nun verstärkt durch Sanchez – die Verfolgung von El Diablo auf. Sie durchsuchen das Büro von Carlos, einem Bandenchef, der für El Diablo arbeitet, und stoßen auf einen Hinweis: Carlos zahlt regelmäßig einen Teil seiner Beute als Tribut an El Diablo.
Die Gruppe stellt Carlos eine Falle und folgt ihm. Auf dem Weg schließt sich auch die junge Chinesin Mia Yung der Truppe an, um den Tod ihres Vaters zu rächen, der von den Männern des Marshals getötet wurde, als er den Fünf geholfen hat. Doch während des Unternehmens werden Kate und McCoy von den Banditen gefangen genommen und zu El Diablos Stützpunkt gebracht. Cooper, Sam, Mia und Sanchez folgen ihnen, befreien McCoy und Kate, und mit einiger Mühe gelingt es ihnen, in El Diablos Versteck (eine verlassene Mine) zu gelangen, wo die Helden allerdings gefangen genommen werden. Dank Mia und ihrem Affen Mr. Leone gelingt ihnen die Flucht aus der Zelle, und das Team kämpft sich durch El Diablos Hauptquartier bis zu seinem Büro durch.
In überraschender Wendung stellt sich heraus, dass hinter der Maske von El Diablo kein Geringerer als Marshal Jackson selbst steckt. Es kommt zum Schlussduell zwischen ihm und Cooper, in dessen Folge El Diablo aus dem Fenster seines Domizils in einen, mit teils riesigen Stalagmiten gespickten, Abgrund fällt. Cooper wirft ihm eine Münze nach und kommentiert kaltschnäuzig: „Kauf dir davon ein Ticket in die Hölle“.

## Charaktere
- John Cooper

Der Spieler beginnt das Spiel mit ihm, dem späteren Anführer der Truppe. Sein Tutorial ist das erste Level, welches in Opelousas (Louisiana) spielt. Er ist der Hauptcharakter des Spiels und in jeder Mission spielbar, mit Ausnahme der Tutorials der anderen Charaktere.
Cooper trägt einen Remington Army 1875 Revolver und kann drei Ziele innerhalb einer Sekunde treffen. Er ist ebenfalls mit einem Wurfmesser ausgestattet, welches sowohl als Waffe wie auch als Schnittwerkzeug dienen kann. Cooper ist einer der beiden Charaktere, die Bewusstlose bzw. Tote tragen können. Er ist jedoch der Einzige, der Wände und Mauern erklimmen, einen Faustschlag austeilen und Pferde satteln kann. Die Taschenuhr, die er bereits in seinem Tutorial erhält, spielt nach vorher festgelegter Zeit eine Melodie, die sich hervorragend für Ablenkungs- oder Lockmanöver eignet.
- Samuel „Sam“ Williams

Ein Afroamerikaner, der fasziniert ist von Sprengstoffen, schweren Waffen und hübschen Frauen. Seine ausgelassene, rechthaberische Art kollidiert nicht selten mit Doc McCoys Ernsthaftigkeit. Sein Tutorial findet in einem Indianergebiet in Louisiana statt.
Sams Ausrüstung umfasst Dynamitstangen, einen Sack mit einer Klapperschlange und ein Seil zum Fesseln bewusstloser Leute. In bestimmten Missionen kann er außerdem TNT-Fässer benutzen, um den Weg durch ein Hindernis zu sprengen. Seine Winchester Rifle hat eine große Reichweite und umfasst 12 Patronen. Sam ist zudem einer von zwei Charakteren, die eine Gatling Gun bedienen können, allerdings nur an festgesetzten Positionen.
- Dr. Arthur „Doc“ McCoy

Ein Wissenschaftler und ausgebildeter Arzt schottischer Abstammung. Cooper rettet ihn vor dem Galgen in Jennings (Louisiana), an dem er aufgrund betrügerischer Tätigkeiten als Quacksalber hängen sollte. Er ist eine etwas angespannte Person und spricht gewöhnlich in einem tiefen Knurren. Sein Tutorial spielt an seiner Holzhütte an einem Sumpf in Louisiana.
Doc McCoy ist in Besitz eines Colt Buntline Special, für welchen er besondere Hochpräzisionskugeln angefertigt hat, die den Revolver in ein Scharfschützengewehr umfunktionieren. Als Wissenschaftler besitzt er außerdem Gasphiolen, die geworfen oder von mit Helium gefüllten Ballons getragen werden können. Er ist in der Lage, bewusstlose Charaktere zur Besinnung zu bringen und Wunden zu heilen. Sein Trenchcoat kann benutzt werden, um eine Vogelscheuche aufzustellen, die als sein Doppelgänger und Lockvogel herhalten soll. Außerdem ist er mithilfe eines Dietrichs der Schlossknacker seines Teams.
- Kate O’Hara

Eine irisch-amerikanische professionelle Glücksspielerin. Kate wird von Cooper, Sam und McCoy in Baton Rouge gerettet, nachdem sie wegen Betruges beim Kartenspiel erwischt wurde. Sie ist so schön wie verführerisch, jedoch in übertriebenem Maße selbstsicher – eine Eigenschaft, die sie mehrfach in Schwierigkeiten bringt. Wie auch bei Cooper, findet ihr Tutorial in Opelousas statt.
Kate besitzt Pokerkarten um Wachen abzulenken, einen Spiegel, der einerseits zum Blenden von Feinden und andererseits zum Entzünden der Lunten von Sams TNT-Fässern aus sicherer Entfernung zum Einsatz kommt, sowie einen leisen Deringer mit kurzer Reichweite. Kate kann Männer anlocken, indem sie mit ihrem Strapsgürtel spielt, und sie letztendlich bewusstlos treten. Ihr Tritt ist schneller und effektiver als Coopers Faustschlag. Eine selten genutzte Fähigkeit sind zudem ihre Verkleidungskünste. Sie ist außerdem der einzige Charakter, der auf lautem Unterboden automatisch schleicht.
- Pablo Sanchez

Ein mexikanischer Bandenführer spanischer Abstammung. Sanchez wird von den ersten vier Charakteren in New Mexico gefangen genommen, da sie vermuten, er sei an den Zugüberfällen beteiligt. Als der Gruppe bewusst wird, dass Sanchez unschuldig ist, befreien sie ihn aus der Festung Fortezza, in der er gefangen gehalten wird. Sanchez ist laut, aufdringlich und mehr ein Mann von Muskeln anstatt Gehirn. Seine ungeheure Kraft sowie seine Kenntnisse über El Diablos Organisation erweisen sich jedoch als durchaus nützlich für das Team. Sein Tutorial spielt in New Mexico an seiner Festung.
Sanchez hat stets Tequila dabei, welcher Feinde anzieht und sie berauscht werden lässt. Er kann seinen Feinden ebenfalls eine Siesta vorgaukeln, was Wachleute dazu veranlasst, sich ihm zu nähern, um letztlich durch seinen Rundumschlag betäubt zu werden, sobald sie in Reichweite sind. Außerdem kann er Steine über recht große Distanzen werfen, und so Gegner betäuben. Er führt eine abgesägte Schrotflinte, die mehrere Ziele mit nur einem Schuss treffen kann. Wie Sam kann auch er Gatling Guns benutzen und sie aufgrund seiner enormen Kraft sogar tragen, indem er sie aus der Halterung reißt. Betritt Sanchez ein Gebäude, in dem sich drei oder weniger Feinde verbergen, prügelt er sie bewusstlos heraus. Dank seiner Stärke ist es ihm auch möglich, gleich zwei Bewusstlose oder Tote auf einmal zu tragen oder schwere Hindernisse zur Seite zu schaffen.
- Mia Yung

Ein chinesisches Mädchen, das der Gruppe beitritt, nachdem ihr Vater von Marshall Jackson getötet wurde. Mit ihren 18 Jahren ist sie das jüngste Teammitglied. Auf ihrem Rachefeldzug gibt sie sich sehr mutig, wenngleich sie auch nicht so übermütig wie Kate ist. Sie gleicht ihren Mangel an Kampfkraft mit Geschicklichkeit und Verstand aus. An einer Mine in New Mexico findet ihr Tutorial statt.
Mia nutzt ihre kleine Körpergröße, um sich in Fässern zu verstecken. Sie besitzt eine Pfeife, Blendgranaten, Erdnüsse und ihren Affen Mr. Leone, um Feinde zu verwirren. Ihr Blasrohr hat eine sehr kurze Reichweite und kann nur einen Pfeil abfeuern, welcher nur minimalen Schaden anrichtet. Seine eigentliche Wirkung liegt jedoch darin, den Gegner bei einem Treffer in einen psychischen Wahnsinn verfallen zu lassen, sodass er Freunde, Feinde sowie Zivilisten attackiert. Sollte der Getroffene nicht erschossen werden, fällt er nach einer Weile in Ohnmacht.

### Sprecherliste
Die Synchronisation erfolgte durch die Toninton-Studios, Bad Vilbel unter der Regie von Wolfgang Zarges. Dialoge stammen von Ralf Adam.
| Rolle       | deutscher Sprecher  |
| ----------- | ------------------- |
| John Cooper | Torsten Münchow     |
| Sam         | Olaf Renoldi        |
| Doc McCoy   | Michael Betz        |
| Kate O’Hara | Frauke Poolman      |
| Sanchez     | Helge Heinold       |
| Mia         | Antonietta Piccinni |

## Rezeption
Das Spiel erhielt im Allgemeinen vorwiegend positive Wertungen von Kritikern. 80 % der Kritiker von GameRankings.com gaben dem Spiel eine positive Bewertung bei insgesamt 28 Bewertungen. Durch Metacritic.com erhielt das Spiel zudem eine Durchschnittsbewertung von 78 / 100, basierend auf 12 Bewertungen.

## Nachfolger
Im Jahr 2006 erschien der zweite Teil als offizieller Nachfolger der Desperados-Reihe: Desperados 2: Cooper’s Revenge.
Durch Unstimmigkeiten zwischen Entwickler Spellbound und Publisher Atari erschien 2007 ein geplantes Add-on für Desperados 2 als eigenständiges Spiel unter dem Titel Helldorado.

## Trivia
- Die Rolle des John Cooper wurde Bruce Willis nachempfunden
- Der Affe Mr. Leone ist eine Anspielung auf den Italo-Westernregisseur Sergio Leone
- Im Level „Doc McCoys Hütte“ gibt es ein Easter Egg: Am Ende des Levels muss McCoy eine Vogelscheuche aufstellen. Stellt man diese am Ende des Stegs auf, so hebt McCoy ein vorher versenktes Boot mit „Jedi-Kräften“ wieder aus dem Wasser. Cooper spricht ihn daraufhin an, dass er immer noch die Macht habe („Die Macht immer noch mit dir ist, junger McCoy.“)
- Die Levelnamen beziehen sich teilweise auf verschiedene Westernfilme der 1960er Jahre. Das vierte Level heißt beispielsweise Hängt ihn höher!, so wie auch ein Clint Eastwood Film. Auch spielen die Levelnamen von Level 16 Eine Handvoll Dollar, Level 19 Für ein paar Dollar weniger und Level 18 Sechs glorreiche Halunken auf die Clint-Eastwood-Filme Für eine Handvoll Dollar, Für ein paar Dollar mehr und Zwei glorreiche Halunken an.